# 687
687(육백팔십칠)은 686보다 크고 688보다 작은 자연수다.

## 수학
- 합성수로, 그 약수는 1, 3, 229, 687이다. 진약수의 합은 233이므로, 687은 부족수다.

## 과학
- NGC 687(영어판): 안드로메다자리 방향에 있는 렌즈형은하.
- 글리제 687: 용자리 방향에 있는 적색왜성.
- 687 티네테(영어판): 소행성.

## 교통
- 주간고속도로 제687호선(영어판): 미국의 주간고속도로.

## 문화유산
- 대한민국의 보물 제687호: 대방광불화엄경 주본 권66

## 기타
- 연도: 687년, 기원전 687년